# 581 Oddział Żandarmerii Polowej
581 Oddział Żandarmerii Polowej (niem. Feldgendarmerie-Abteilung 581) – oddział wojskowy żandarmerii polowej podczas II wojny światowej, od 1941 złożony z Kozaków.
Oddział został sformowany 2 sierpnia 1939 r. w XI Okręgu Wojskowym. Uczestniczył w wojnie z Polską we wrześniu tego roku, a następnie wojnie z Francją w maju-czerwcu 1940 r. z podporządkowaniem 4 Armii. Na pocz. listopada 1941 r. oddział przekształcono w Kosaken-Abteilung w składzie trzech szwadronów kawalerii. Działał na środkowym odcinku frontu wschodniego w składzie 2 Armii. Na pocz. sierpnia 1942 r. stał się 757 Batalionem Kierowania Ruchem Drogowym (Verkehrs-Regulierungs-Bataillon 757) z czterema kompaniami. Pod koniec września tego roku kompanie przeniesiono do Oddziału Zapasowego Żandarmerii Polowej, zaś na ich miejsce w skład batalionu na pocz. października weszły trzy Sicherheits-Hundertschaften, złożone z Kozaków. Wkrótce zostały one przemianowane na 4, 5 i 6 Wschodnie Kompanie 581 Oddziału Żandarmerii Polowej. Szlak bojowy zakończył w Prusach Wschodnich.